# Kétéltűek
A kétéltűek (Amphibia) a gerincesek egy osztálya, a Kárpát-medencében békák, varangyok, gőték és szalamandrák tartoznak ide. A legkezdetlegesebb szárazföldi gerinces állatok, utódai a kb. 370 millió évvel ezelőtt a szárazföldre vetődött, igen hasonló élőlényeknek. Ma élő minden harmadik fajukat a kihalás fenyegeti.
Mivel embrionális fejlődésük során nem alakul ki magzatburok, magzatburok nélkülieknek (Anamnia) nevezik őket. A „kétéltűek” elnevezés arra utal, hogy bár ezek az állatok felnőtt életük legnagyobb részét a szárazföldön töltik, szaporodni – néhány kivételtől eltekintve – kizárólag vízben képesek. Kikelés után kopoltyúval lélegeznek, ezt fejlődésük során később tüdő váltja fel.
A kétéltűek még ekkor is lélegeznek a bőrükön át is; ez a magyarázata annak, miért kell állandóan nedvesnek lenniük, és miért vékonyabb és simább a bőrük mint a hüllőké. A hüllőktől eltérően a kétéltűek petéket raknak. Legtöbb fajukra a külső megtermékenyítés jellemző, vagyis mind a hím, mind a nőstény a környezetbe (vízbe) juttatja az ivartermékeit, és itt történik a petesejtek megtermékenyítése.
Változó testhőmérsékletű állatok, ami azt jelenti, hogy nem képesek egy szűk határon túl szabályozni testhőmérsékletüket. Ezért hidegben lassabban mozognak, az átteleléshez pedig általában a talajba ássák magukat, és „hibernálódnak”, azaz nagyon lehűlnek, életfolyamataik lelassulnak, és ebben az állapotban maradnak a tavasz kezdetéig.
Egyes kétéltűek másodlagosan visszatértek a vízi életmódra. Ez azt jelenti, hogy a felnőtt állatok is a vízben élnek a lárvákhoz hasonlóan. Ezeknél a fajoknál kifejlett korban is megmaradhat a kopoltyú. Tengeri kétéltűek nem ismeretesek, azonban néhány faj előfordul brakkvízben.
A kétéltűek első globális felmérését 2004-ben befejezték, arra az eredményre jutottak a felmérést végző tudósok, hogy a világ 6000 fajának majdnem egyharmadát a kihalás fenyegeti.
A kétéltűekkel és a hüllőkkel a zoológia tudományán belül a herpetológia foglalkozik.

## Anatómia

### Felépítésük, jellemzőik
A kétéltűek osztályába olyan négylábú gerincesek tartoznak, melyek koponyája két nyakszirti bütyökkel (condylus occipitalis) mozgathatóan ízesül az első nyakcsigolyához és amelyeknek csak egy keresztcsonti csigolyájuk (vertebra sacralis) van. Bőrük mirigyekben gazdag, és hiányoznak róla a többi gerincesre jellemző képződmények, mint például a tollak, szőrök, pikkelyek. Ezen túl általában gyengén szarusodott és vékony. Ennek oka a jelentős mértékű bőrlégzés.
A halakhoz képest az egyik legszembetűnőbb változás a lábak megjelenése. A kétéltűeket a hüllőkkel, madarakkal és emlősökkel együtt négylábúaknak (Tetrapoda) nevezik. A vízben élő fajok és a lárvák a halakra emlékeztetnek: úszófarkuk, állandó vagy időszakos hátoldali úszójuk van, lábaik pedig fejletlenek.
A farkos kétéltűek testét fejre, törzsre és farokra oszthatjuk, esetenként nyaktájék is kialakul. A békák teste zömökebb, azon se nyak, se farok nem található. Mozgásuk alakjuktól és életmódjuktól függ. Jellemző a tolómászás, lábatlanoknál és hosszú testűeknél a kígyózó mozgás, egyes békáknál az erősebb hátulsó lábak segítségével az ugrálás, valamint vízben az úszás különböző formái.

### Kültakaró
Az őskétéltűeket szarupikkelyek borították, melyek feltehetően a kiszáradás ellen éppúgy védelmet nyújtottak, mint a kellemetlen mechanikai behatásokkal szemben. A maiak bőrén ilyen és ehhez hasonló képződmények nem találhatók.
A lárvák bőre mindössze 1-2 sor hámsejtből és a köztük elhelyezkedő egysejtű mirigyekből, továbbá egy vékony kötőszöveti rétegből áll. A kifejlődés során a kültakaró nagyban átalakul, megvastagszik, az egysejtű mirigyeket nagyobb, kötőszövetbe süllyedő, többsejtű mirigyek váltják fel.
Bőrük három rétegből áll: felhám (epidermis), irha (cutis) és bőralja (subcutis). A felhám gyengén elszarusodó többrétegű laphám. Ez a gyenge elszarusodás egy kompromisszum eredménye. Egyfelől fontos lépés a szárazföldi élethez való alkalmazkodásban a bőr felső rétegének elszarusodása, mely így alkalmassá válik a mechanikai hatások ellen megvédeni az állatot. Másfelől azonban a vastag szaruréteg megakadályozná a bőrlégzést.
A bőr középső rétege, az irha vérerekkel gazdagon átszőtt (ez a bőrlégzés miatt is fontos), mirigyeket, idegsejteket, simaizomrostokat és pigmentsejteket tartalmazó kötőszövetes réteg. A mirigyek között találhatók nyálkatermelők, ezek egyszerű bogyós mirigyek, de fajtól függően előfordulnak fehérjetermelők is. Ez utóbbiak méregmirigyek. A nyálkamirigyekhez hasonlóan szintén bogyós szerkezetűek, de azoknál nagyobbak, és általában csoportosan helyezkednek el a bőrben. Váladékuk más élőlényekre mérgező hatású, így megvédi a kétéltűeket a gombáktól és a baktériumoktól éppúgy, mint a ragadozóktól.
A bőralja egy kötőszövetes réteg, mely a bőrt az izomzattal kapcsolja össze. Békáknál sok nagyméretű nyirokzsák található ebben a rétegben az irha és az izmok között, melyek az itt futó nyirokerek összeolvadásával alakulnak ki. A bőr és az izomzat csak a nyirokzsákok közötti vékony sávokban képes kapcsolódni. Ezek a nyirokzsákok részt vesznek a szervezet védekező rendszerében, valamint rajtuk keresztül az állatok szabályozni képesek szervezetük vízfelvételét és -leadását.

### Vázrendszer
A kétéltűek vázrendszere csontos, de nagyon sok porcos elemet is tartalmaz, ezért embrionális jellegűnek mondható. Koponyájuk a halakéval szemben mozgathatóan kapcsolódik a nyakcsigolyákhoz. A végtagok és függesztőöveik fejlettek. A többi négylábú szárazföldi gerinceshez hasonlóan a végtagok itt is a halak páros úszóiból származtathatók. A mellső végtagfüggesztő öv vagy vállöv csontosan nem kapcsolódik a gerincoszlophoz, az izomzatba ágyazódik. Ezzel szemben a hátsó végtagokat függesztő öv, a medenceöv vagy csontos medence kötőszövetesen és porcosan, feszes, merev ízülettel rögzül a gerincoszlop keresztcsonti szakaszához. Ez nagyobb teherbírást kölcsönöz neki.

### Légzés
Lárva állapotban (külső vagy belső) kopoltyúval lélegeznek, később azonban a tüdő veszi át ezek szerepét. A bőrlégzés mindvégig jelentős mértékű, sőt felnőtt állatokban ez a fontosabb. Ha egy békának elkötjük a hörgőit, kikapcsolva ezzel a tüdőt a légzésből, az állat életben marad. Ha azonban egy kísérlet során speciális olajjal kenik be az állatot, amely lehetetlenné teszi a bőrlégzést, az állat elpusztul.
Egyes vízben élő farkos kétéltűek kopoltyúja megmarad. Ezeknél az állatoknál a tüdő is kifejlődik, ez ilyenkor kiegészítő funkciót tölt be a kopoltyú mellett, de leginkább hidrosztatikai szervként funkcionál. Egyes esetekben a tüdő vissza is fejlődhet. A bőr és a tüdők mellett a szájüreg nyálkahártyája is részt vesz a gázcserében.
A tüdő belső felülete nem túl nagy. Nem találhatók benne hörgők, a felület növelésére hosszanti és haránt irányú lécek szolgálnak. Rekeszizom híján a kétéltűek nem képesek a hagyományos értelemben levegőt venni, azaz beszívni a levegőt. Ehelyett gyakorlatilag lenyelik azt is, csak nem a gyomrukba, hanem a tüdejükbe.
A bőrlégzés során az állatok a bőrükre kiválasztott nyálkába beleoldódó oxigént veszik fel. Ahhoz, hogy ez működhessen, a bőr alatt dúsan elágazó hajszálérhálózatuk van.

### Keringés
A lárvák keringése nagyon hasonló a halakéhoz. Egyetlen vérkör van, melyben a vért a pulzáló szívcső hajtja. A fejlődés során a szív és a szívkörnyéki nagyerek erőteljesen átalakulnak. A szívcső U alakban meghajlik, a pitvar egy válaszfal benövésével két részre oszlik (ez a válaszfal kezdetlegesebb csoportoknál lehet perforált, így náluk a vér a pitvarok között is keveredhet).
Kifejlett állatok szíve háromüregű, két pitvarral és egy kamrával rendelkezik. Ezen kívül még a szívhez tartozik a jobb pitvarba torkolló vénás öböl (sinus venosus), valamint a kamrához csatlakozó, izmos képződmény, a bulbus cordis. A kamrában mély zsebek, kripták gátolják a vér teljes keveredését a fejlettebb csoportokban. Két vérkörük van, a kisvérkör és a nagyvérkör. Előbbi a kamra jobb oldali kriptáiból indul, és vénás vért szállít a tüdő valamint a bőr alatti hajszálerek felé (bőrlégzés). Az oxigéndús, artériás vér a bal pitvarba ömlik, innét kerül a kamra bal kriptáiba, ahonnan a nagyvérkörbe lépve bejárja az állat testét, ellátva oxigénnel és tápanyagokkal a sejtjeit. A testvénák a vénás öbölbe szállítják az enyhén kevert vért. Azért nem tisztán vénás vér érkezik vissza, mert a bőr alatti hajszálerekben a vér frissül, oxigénnel némileg telítődik. A vénás öbölből a vér a jobb pitvarba kerül, innét pedig a kamra jobb oldali kriptáiba.
Mivel a szívnek nincs saját keringése (mint például fejlettebb állatoknál a koszorúér-hálózat), tápanyagellátását a benne átáramló vér oldja meg. Ez azért is lehetséges, mert nincs a szívnek olyan része, melyen kizárólag vénás vér áramlik át.

### Táplálkozás
Lárváik növényevők vagy mindenevők, a felnőtt egyedek többsége ragadozó. Általában nem válogatósak, generalisták, kevés a specialista faj. Azaz zömük bármit hajlandó elfogyasztani, ami mozog – és persze amit el tud kapni és le tud nyelni.
A zsákmányszerzést a jól ismert, elöl lenőtt, kicsapható, ragadós végű nyelv segíti, azonban akadnak olyan csoportok, ahol a nyelv nem ölthető ki. Ilyen a korongnyelvű békák (Discoglossidae) két hazai faja, a vörös- és a sárgahasú unka. Néhány csoportnál a nyelv teljesen hiányozhat. Szájüregükből a hagyományos értelemben vett nyálmirigyek hiányoznak. A kicsapható nyelvű fajoknál ragadós váladékot termelő mirigyek találhatók a nyelven. Ezen kívül a szájüregben nedvességet biztosító mirigyek is megtalálhatók általában, de ezek emésztőenzimeket vagy önemésztést gátló anyagokat nem tartalmaznak, így váladékuk nem nevezhető nyálnak.
A nyelést egyes esetekben a szemfenék segítheti. A békák szeme, amikor becsukják, benyomul a szájüregbe. Így ennek segítségével képesek a táplálékot a gyomor felé továbbítani. Bélcsövük rövid, mint általában a ragadozó életmódú állatoké. Gyomruk elkülönülő, izmos szerv, itt történik a táplálék mechanika roncsolása. Középbelükben történik az emésztés és a felszívás. Bélbolyhok nem találhatók, a felszívó felületet nyálkahártyaredők növelik. Végbelük kloáka, melyen egy hasi irányú kitüremkedés képezi a húgyhólyagot.

### Idegrendszer, érzékszervek
Idegrendszerük alkalmazkodott a szárazföldi élethez. A gerincvelőn mellső és a hátsó végtagokat beidegző kar- és ágyékfonat kilépési helyén nyaki és ágyéki duzzanat alakult ki. Idegrendszerük központi és perifériális részre osztható, előbbit az agy- és gerincvelő alkotja, utóbbit a szervezet többi érző-, mozgató- és interneuronja. Agyukból tíz pár agyideg lép ki.
Szemük „alapbeállításban” távollátó, de képes alkalmazkodni a közeli dolgokhoz is. A sérülésektől és a kiszáradástól szemhéjak, pislogóhártya és könnymirigyek védik.
Belsőfülük a középfüllel együttműködésben helyzetérzékelő- és hallószervként funkcionál. Hangadó állatoknál jobban fejlett a hallás. Oldalvonalszervet csak lárva állapotban találunk a kétéltűeknél, illetve egyes vízi életmódot folytató fajoknál kifejlett állapotban is megmaradhat.
Orruk a halakéval ellentétben a belső orrnyílásokon (choanák) keresztül összeköttetésben áll a garattal. Szaglóhámjuk kevés kivételtől eltekintve gyengén fejlett.

### Kiválasztó- és ivarszervek
Embrionális korban a kiválasztószerv elővese (pronephros), kifejlett állatokban ősvese (mesonephros) vagy a halakra jellemző hosszú szalag alakú ún. opistonephros, mely anatómiailag az ős- és utóvese helyén alakul ki.
Ivarszerveik párosan helyezkednek el. A nőstények petevezetője a kloákába torkollik, a hímek heréi azonban a vesével állnak szoros kapcsolatban, és azon, valamint a Wolff-féle csövön keresztül ürítik a spermiumokat a kloákába. Hímeknél emiatt a szoros kapcsolat miatt húgyivarkészülékről vagy húgyivarszervről beszélünk. Párzószerv kizárólag a lábatlanoknál alakul ki.
A megtermékenyítés rendszerint külső, és a vízben történik meg. Miközben a nőstény lerakja a petéket, a hím rájuk bocsátja a spermiumait. Egyes fajoknál előfordulhat belső megtermékenyítés. Náluk a nőstény megtermékenyített, fejlődő petét vagy eleven utódot hoz világra.

### Fejlődésük
Tápanyagokban gazdag, többrétegű kocsonyás burokkal körülvett petéiket általában vízbe rakják, és a lárvák fejlődése is itt történik. Ez alól hazánkban az elevenszülő szalamandra fajok képeznek kivételt, de a világ más területein találhatók habfészek készítő, illetve lárváikat hátukon cipelő fajok is. A lárvák átalakulással fejlődnek.
A vízben fejlődő, halszerű lárvák (például ebihal) kopoltyúval lélegeznek, mely azonban az átalakulás során eltűnik, és szerepét a tüdő veszi át. A kifejlett állatok a legtöbb faj esetében szárazföldi életre térnek át, de életük nagy részét nedves környezetben töltik, és nem távolodnak el messze a víztestektől (persze kivételek itt is akadnak).

## Rendszerezés

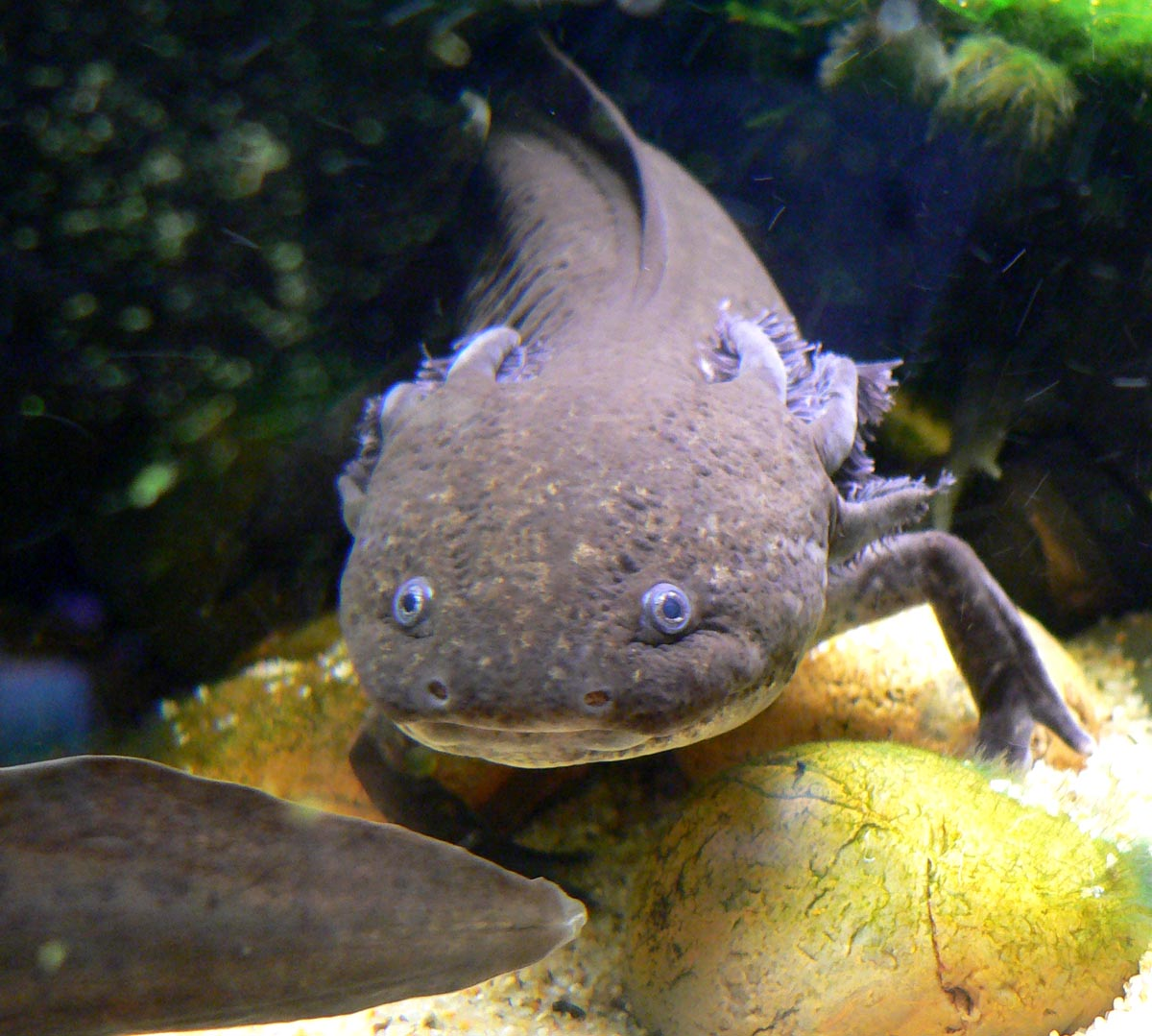
Axolotl (Ambystoma mexicanum)

A kétéltűek osztályának ma élő rendjei:
- lábatlan kétéltűek (Gymnophiona, régebbi nevükön Apoda)
- farkos kétéltűek (Caudata, régebbi nevükön Urodela)
- farkatlan kétéltűek vagy békák (Anura)

## Kárpát-medencei elterjedésük
A Kárpát-medencében a kétéltűek osztályának csak két rendje található meg: a Caudata és az Anura. A Gymnophiona nevű harmadik rendet alkotó lábatlan kétéltűek Európában egyáltalán nem honosak, csak Dél-Amerika és Dél-Ázsia trópusi területein fordulnak elő.
Kárpát-medencei fajok:
- Farkos kétéltűek
  - szalamandrafélék (Salamandridae)
    - foltos szalamandra (Salamandra salamandra)
    - pettyes gőte (Lissotriton vulgaris)
    - tarajos gőte (Triturus cristatus)
    - dunai tarajosgőte (Triturus dobrogicus)
    - alpesi gőte (Ichthyosaura alpestris)
    - alpesi tarajosgőte (Triturus carnifex)
    - barlangi vakgőte (Proteus anguinus) Magyarországon nem honos
    - talpas gőte (Lissotriton helveticus) Magyarországon nem honos
- Farkatlan kétéltűek
  - Unkafélék (Bombinatoridae)
    - vöröshasú (vagy alföldi) unka (Bombina bombina)
    - sárgahasú (vagy hegyi) unka (Bombina variegata)

  - ásóbékafélék (Pelobatidae)
    - barna ásóbéka (Pelobates fuscus)

  - varangyfélék (Bufonidae)
    - barna varangy (Bufo bufo)
    - zöld varangy (Bufo viridis)

  - levelibéka-félék (Hylidae)
    - zöld levelibéka (Hyla arborea)

  - valódi békafélék (Ranidae)
    - Barna békák
      - mocsári béka (Rana arvalis)
      - erdei béka (Rana dalmatina)
      - gyepi béka (Rana temporaria)

    - Zöld békák (Elkülönítésük morfológiai bélyegek alapján nem könnyű. Terepen hangjuk segítségével lehet őket legjobban megkülönböztetni.[3])
      - kecskebéka (Pelophylax esculentus)
      - tavi (vagy kacagó) béka (Pelophylax ridibundus)
      - kis tavibéka (Pelophylax lessonae)

Megjegyzés: a valódi békák között, azon belül is főleg a zöld békák esetében előfordul a hibridizáció, ezért gyakran nem egyértelmű a besorolásuk.

## Veszélyeztetettség

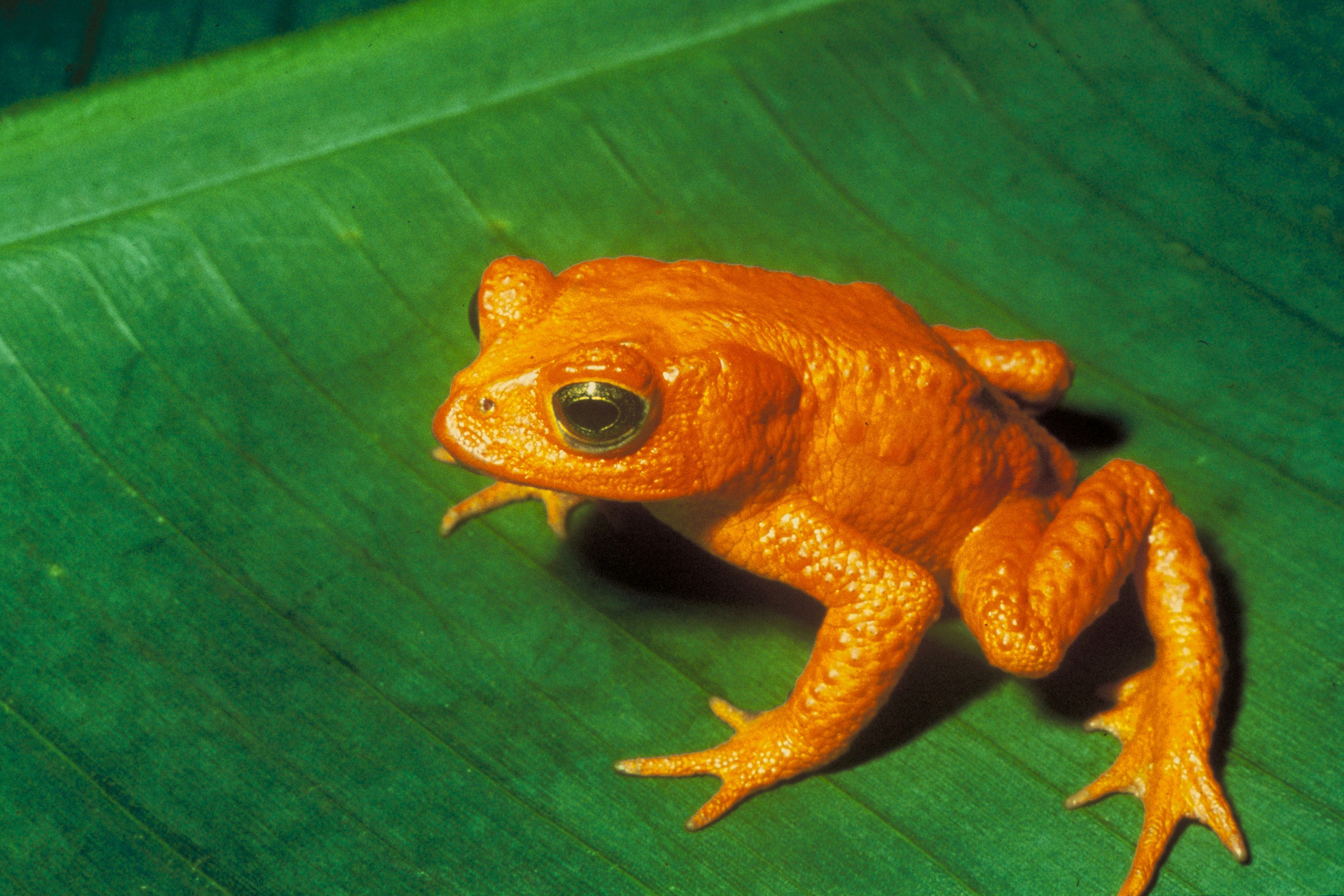
Az 1966-ban felfedezett Costa Rica-i aranyvarangy (Incilius periglenes), a tömeges kétéltűpusztulás egyik első ismert áldozata. Az utolsó példányt 1989-ben figyelték meg.

A Természetvédelmi Világszövetség (IUCN) Vörös Listája több, mint 1800 kétéltűfajt tartalmaz, vagyis a kétéltűek közel harmada veszélyeztetett. A kétéltűeket és a hüllőket különösen veszélyezteti a globális felmelegedés a szárazabbá váló éghajlati viszonyok miatt. A kétéltűpopulációk fogyatkozása az egyik legsúlyosabb és kiemelten vizsgált jelensége a globális biodiverzitás-csökkenésnek. 1980-tól – mióta a jelenségre felfigyeltek – 9–122 közé teszik a kihalt kétéltű fajok számát. 2007-ben a tudósok álláspontja az, hogy tömegesen fognak kihalni a kétéltűek a közeljövőben.

### Fertőzések
Az 1998-ban leírt Batrachochytrium dendrobatidis kórokozó gomba közvetlenül felelős számos tömeges kétéltűpusztulásért, súlyosan veszélyeztetve elsősorban Közép-Amerika, valamint Ausztrália kétéltű faunáját. 2006-ban a világ vezető kétéltűszakértői közül ötvenen írták alá azt a Science lapjain megjelent felhívást, ami a Természetvédelmi Világszövetség Összefogás a kétéltűek túléléséért (Amphibian Survival Alliance) munkacsoportjának létrehozását sürgeti a megfelelő pénzalappal. A fellépés fontosságát jelzi, hogy 2004-ben Panamában nemzetközi összefogással 20 olyan békafajt sikerült megmenteni az utolsó pillanatban, amelyek Batrachochytrium-fertőzés következtében eltűntek az eredeti élőhelyükről.

### Gázolások
A kétéltűekre, főleg a békákra nagy veszélyt jelentenek a forgalmas autóutak is. Mivel kifejlett állapotban nem kötődnek a vízhez, gyakran messze elvándorolnak a szaporodóhelyektől, és oda csak a párzási időszakban térnek vissza. Útjukat azonban keresztezhetik országutak, autópályák. Ezeken a helyeken minden évben tömegesen pusztulnak a békák. A kora tavaszi hidegben ugyanis, amikor a békák megindulnak telelő helyükről a szaporodóhelyül szolgáló vizek felé, változó testhőmérsékletük miatt még jóval lassabbak, mint egy nyári napon lennének. Ráadásul az aszfaltutak felülete melegebb a környezetnél, ezért az állatok gyakran megállnak itt felmelegedni. Még tovább lassíthatja az átkelést, hogy sok hím már jó előre „bebiztosítja” magát, azaz még a szaporodóhelytől távol rákapaszkodik egy nőstény hátára. Ez zavartalan körülmények között előnyt jelent a többi hímmel szemben, hiszen biztos szaporodó partnert talált, de mindkettőjük számára végzetes lehet egy országúton, ahol így a nősténynek mindkettejüket cipelnie kell, és még lassabban haladhatnak.
Sok autós azt hiszi, hogy ha a „kerekek közé kapja” az állatokat, azok túlélik. Ez azonban nincs így. Egy pár dekás, vagy még annál is kisebb súlyú állatra nem csak az halálos, ha közvetlenül a kerék alá kerül. Egy 70–80 km/óra sebességgel haladó autó alatt keletkező légörvények már elegendőek ahhoz, hogy az állatot többször is az autó aljához, majd újra az aszfalthoz csapják.
A mentésen kívül hosszú távú megoldást jelent a kétéltűalagutak építése. Ez az út alatt átvezető csatorna, és a hozzá tartozó, az út hosszában, az árok mellett húzódó terelőkerítés megépítését jelenti. Ez azonban költségesebb megoldás, ráadásul a kerítéseknek gyakran nyoma vész.

### Magyarországi védelem
A Varangy Akciócsoport (VAC) 1986-ban alakult az ELTE Természetvédelmi Klub munkacsoportjaként, 1996-tól önálló egyesületként működik. 1994 óta a Nemzetközi Természetvédelmi Világszervezet kétéltűkutató munkacsoportjának (IUCN, SSC DAPTF) magyar tagja. Fő tevékenységük az ismeretterjesztés és a természetvédelmi kutatás mellett az aktív mentési akciók megszervezése is. Egy igen veszélyes útszakasz például a Hont és a parassapusztai határátkelő közötti autóút, ahol az akciócsport minden évben mentőakciókat szervez. A mentések alkalmával begyűjtik az állatokat az útról, rögzítik az adataikat, majd elengedik őket az út túloldalán. Ez, azon túl, hogy rengeteg állat életét menti meg, azért is hasznos, mert így egy Magyarországon egyedülálló, 12 éves adatsor áll rendelkezésre egyes területek kétéltű-populációjának alakulásáról.
Magyarországon minden kétéltű faj védett!

## Lásd még
- Decline in amphibian populations, Wikipédia (A kétéltűpopulációk csökkenése)
- IUCN Red List of Threatened Species (A Természetvédelmi Világszövetség Vörös Listája)
- A Varangy Akciócsoport honlapja
- Kétéltűek globális megfigyelései az iNaturaliston